# Waldsee
Waldsee è un comune di 5.267 abitanti della Renania-Palatinato, in Germania.
Appartiene al circondario (Landkreis) del Rhein-Pfalz-Kreis (targa RP) ed è parte della comunità amministrativa (Verbandsgemeinde) di Waldsee.

## Amministrazione

### Gemellaggi
- Ruffec, dal 1974